# جام باشگاه‌های کارائیب ۲۰۱۹
جام باشگاه‌های کارائیب ۲۰۱۹ بیست و یکمین دوره جام باشگاه‌های کارائیب، رقابت‌های بین‌المللی فوتبال باشگاهی سالانه در منطقه کارائیب بود که در بین باشگاه‌هایی که اتحادیه‌های فوتبال آن‌ها به اتحادیه فوتبال کارائیب (سی‌اف‌یو) وابسته هستند، برگزار می‌شود.
اتلتیکو پانتوجا مدافع عنوان قهرمانی بود، اما در جام باشگاه‌های کارائیب این فصل شرکت نکرد. پورتمور یونایتد برای دومین بار قهرمان جام باشگاه‌های کارائیب شد و به لیگ قهرمانان کونکاکاف ۲۰۲۰ راه یافت. واترهاوس نایب قهرمان و کاپویس مقام سومی به لیگ کونکاکاف ۲۰۱۹ راه یافتند، اما ریل هوپ مقام چهارمی به رابین‌هود برنده مسابقات باشگاهی کارائیب ۲۰۱۹ در پلی آف شکست خورد و نتوانست به لیگ کونکاکاف واجد شرایط شود.

## تیم‌ها
در میان ۳۱ انجمن عضو سی‌اف‌یو، چهار مورد از آنها به عنوان لیگ‌های حرفه ای طبقه‌بندی شدند و هر کدام ممکن است دو تیم در جام باشگاه‌های کارائیب شرکت کنند. با این حال، دو انجمن اجازه ورود در این فصل را نداشتند، و در نتیجه، تنها چهار تیم از دو انجمن وارد جام باشگاه‌های کارائیب ۲۰۱۹ شدند.
| انجمن    | تیم             |
| -------- | --------------- |
| هائیتی   | ریل هوپ         |
| هائیتی   | کاپویس          |
| جامائیکا | پورتمور یونایتد |
| جامائیکا | واترهاوس        |

## مسابقات
| رتبه | تیم                 | بازی | برد | مساوی | باخت | گل زده | گل خورده | گل تفاضل | امتیاز | صلاحیت                          |
| ---- | ------------------- | ---- | --- | ----- | ---- | ------ | -------- | -------- | ------ | ------------------------------- |
| ۱    | پورتمور یونایتد (H) | ۳    | ۲   | ۱     | ۰    | ۳      | ۱        | ۲+       | ۷      | لیگ قهرمانان کونکاکاف ۲۰۲۰      |
| ۲    | واترهاوس (H)        | ۳    | ۱   | ۲     | ۰    | ۵      | ۳        | ۲+       | ۵      | یک‌هشتم نهایی لیگ کونکاکاف ۲۰۱۹  |
| ۳    | کاپویس              | ۳    | ۱   | ۱     | ۱    | ۵      | ۵        | ۰        | ۴      | مرحله مقدماتی لیگ کونکاکاف ۲۰۱۹ |
| ۴    | ریل هوپ             | ۳    | ۰   | ۰     | ۳    | ۲      | ۶        | ۴−       | ۰      | پلی آف لیگ کونکاکاف             |

| پورتمور یونایتد | ۱–۰   | ریل هوپ |
| --------------- | ----- | ------- |
| - East ۳'       | گزارش |         |

| واترهاوس                     | ۲–۲   | کاپویس                 |
| ---------------------------- | ----- | ---------------------- |
| - Fletcher ۲۳' - Simpson ۲۸' | گزارش | - Noël ۵۶' - Moïse ۵۷' |

| ریل هوپ | ۰–۲   | واترهاوس                     |
| ------- | ----- | ---------------------------- |
|         | گزارش | - Simpson ۱۹' - Williams ۳۶' |

| کاپویس | ۰–۱   | پورتمور یونایتد |
| ------ | ----- | --------------- |
|        | گزارش | - East ۷۳'      |

| کاپویس                                   | ۳–۲   | ریل هوپ                 |
| ---------------------------------------- | ----- | ----------------------- |
| - Moïse ۳۵'، ۵۵' - Pierre ۵۱' (گل‌به‌خودی) | گزارش | - Désir ۱' - Joseph ۸۲' |

| پورتمور یونایتد     | ۱–۱   | واترهاوس       |
| ------------------- | ----- | -------------- |
| - East ۲۴' (پنالتی) | گزارش | - Fletcher ۵۲' |

### پلی آف لیگ کونکاکاف
پلی آف لیگ کونکاکاف بین تیم چهارم جام باشگاه‌های کارائیب ۲۰۱۹، ریل هوپ، و قهرمان مسابقات باشگاهی کونکاکاف ۲۰۱۹، رابین‌هود برگزار شد و برنده به مرحله مقدماتی لیگ کونکاکاف ۲۰۱۹ راه یافت.
| ریل هوپ                                | ۱–۱ (و.ا.) | رابین‌هود                     |
| -------------------------------------- | ---------- | ---------------------------- |
| - Blaise ۳۳'                           | گزارش      | - Da Costa ۱۵' (پنالتی)      |
| ضربات پنالتی                           |            |                              |
| - Pierre - Saint-Félix - Désir - Bruno | ۱–۳        | - Rijssel - Graves - Ackenie |